# Font (Suisse)
Font est une localité et une ancienne commune suisse du canton de Fribourg, située dans le district de la Broye.

## Histoire
Outre le village de Font, l'ancienne commune comprenait le hameau de Mussillens.
Au 1er janvier 2012, la commune fusionne avec la commune voisine d'Estavayer-le-Lac, qui fusionne à son tour le 1er janvier 2017 avec Bussy, Morens, Murist, Rueyres-les-Prés, Vernay et Vuissens pour former la nouvelle commune d'Estavayer.

## Géographie
Selon l'Office fédéral de la statistique, l'ancienne commune de Font mesurait 2,5 km2. 14,7 % de cette superficie correspondait à des surfaces d'habitat ou d'infrastructure, 51,8 % à des surfaces agricoles, 26,7 % à des surfaces boisées et 6,8 % à des surfaces improductives.

## Démographie
Selon l'Office fédéral de la statistique, l'ancienne commune de Font comptait 359 habitants en 2022. Sa densité de population atteignait 144 hab./km2.
Le graphique suivant résume l'évolution de la population de Font entre 1850 et 2008 :

## Monuments et curiosités

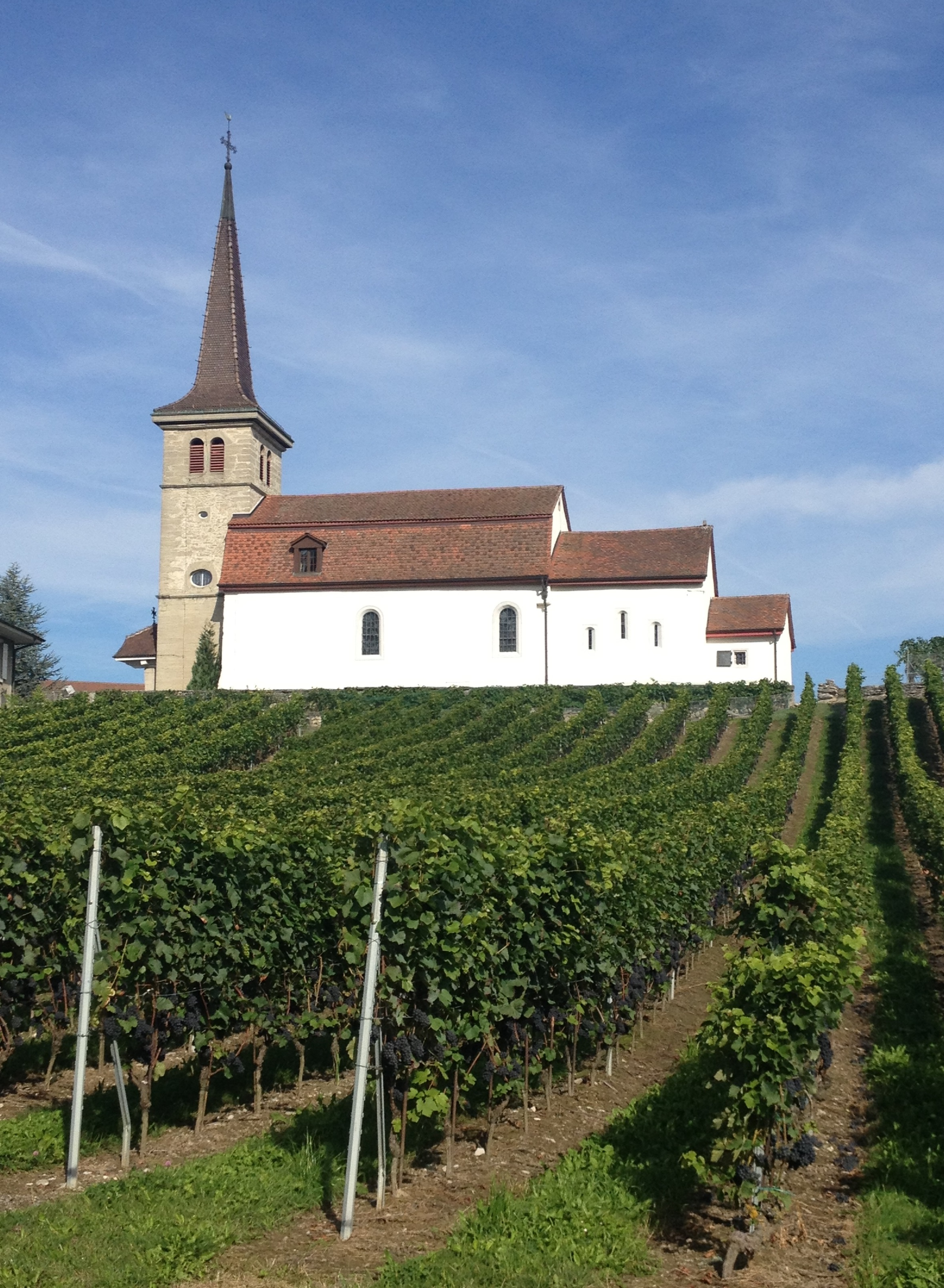
L'église Saint-Sulpice.

L'église Saint-Sulpice est composée d'une nef datant de 1560 à laquelle est adjoint un clocher construit en 1823. Des transformations ont été effectuées au XIXe s.
En face de l'église, le château construit au XVIe-XVIIe s. est une ancienne résidence de baillis.
Le château médiéval de Font dont il ne subsiste aujourd'hui que quelques murs est la plus ancienne forteresse fribourgeoise, mentionnée dès 1011.